# Anton Rückel
Anton Rückel (né le 3 décembre 1919 à Haßfurt et mort le 27 janvier 1990 à Munich) est un sculpteur allemand. 

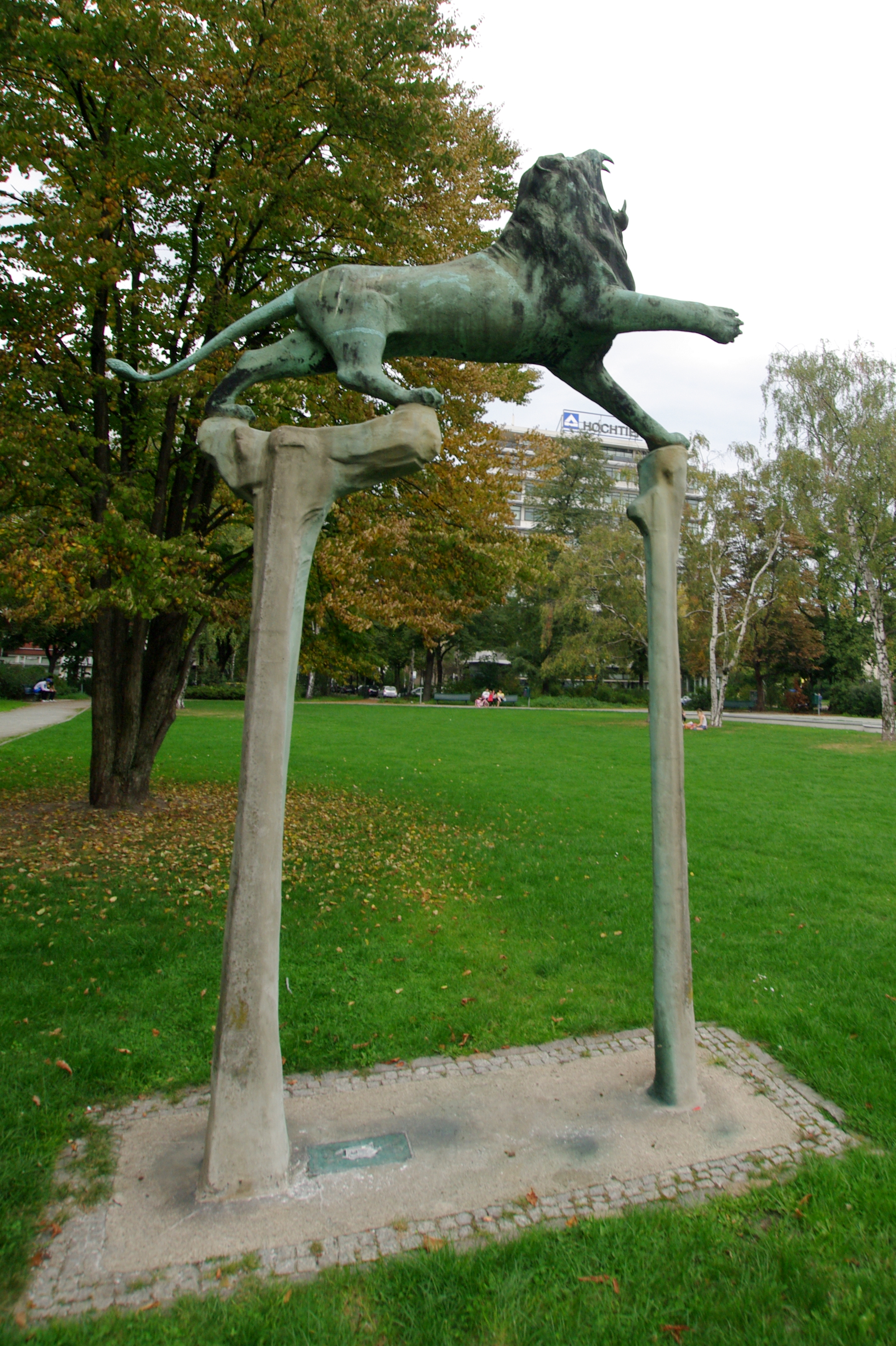
Lion, Bayerischer Platz Berlin-Schöneberg

## Biographie
Après sa formation artistique, Rückel travaille avec Josef Henselmann à Munich et avec Ossip Zadkine à l'Académie de la Grande Chaumière à Paris. À partir de 1954, il travaille comme artiste indépendant à Munich. Il travaille principalement dans le bronze coulé, mais aussi dans le bois, la pierre, la céramique, l'émail et l'aluminium. À quelques exceptions près, son travail est consacré à l'art chrétien. 

## Travaux
- 1952: Mamming, cycle des stations de la croix pour l'église Sainte Marguerite
- 1959, 1980: Roding, ameublement de l'église paroissiale Saint-Pancrace
- 1960-1965: Donauwörth, six chandeliers, chacun avec deux apôtres et tabernacle en bronze dans le Liebfrauenmünster
- 1964-1966: Laufen, décoration de l'église des Capucins
- 1967: Monument au roi Louis II à Munich-Bogenhausen[1]
- 1965-1968: Altötting, mobilier de l'église de la Franziskushaus
- vers 1965: Landshut-Auloh, équipement de l'église paroissiale de Saint-Vincent de Paul
- 1977: mémorial de la fontaine de Munich pour Elise Aulinger à Viktualienmarkt, bronze et Kirchheimer Muschelkalk
- 1977: Furth im Wald, mobilier de l'église Saint-Vincent
- 1977-1981: Dillingen-sur-le-Danube, mobilier de l'église des Capucins
- 1984-1988: Augsbourg, mobilier de l'église Saint-Maurice

## Récompenses
- 1950: Prix d'État de Bavière pour la sculpture de la sculpture en bois "Betender Knabe" de l'Académie des Beaux-Arts